# Васкес, Луис
Луис Васкес (англ. Louis Vasquez; 3 октября 1798 — 5 сентября 1868) — американский торговец пушниной и маунтинмен. Был знаком и работал со многими известными исследователями Дикого Запада, включая Джима Бриджера, Мануэля Лизу, Кита Карсона и Эндрю Саблетта. 

## Биография
Луис Васкес родился в 1798 году в городе Сент-Луис, который тогда принадлежал Испании. Его отцом был Бенито Васкес, испанский торговец пушниной, а матерью — франкоканадка Мари-Жюли Папен, дочь Пьера Папена и Катрин Гишар. Он получил образование в соборе Святого Людовика и был одним из немногих грамотных маунтинменов на Диком Западе в первой половине XIX века. Следуя по стопам своего отца, Васкес стал траппером и торговцем пушниной — в 1823 году он получил свою первую лицензию на торговлю с индейцами пауни. 
К началу 1830-х годов Васкес переехал на запад, в Скалистые горы, и в 1834 году стал партнёром Эндрю Саблетта. В 1835 году они вдвоем основали форт Васкес вдоль реки Саут-Платт на территории современного штата Колорадо. Форт был одним из первых торговых постов в этом районе и в нём велась оживлённая торговля пушниной. К 1837 году на Васкеса и Саблетта работали 22 человека. Из-за растущей конкуренции они продали форт Локу и Рэндольфу в 1840 году, которые впоследствии обанкротились и забросили торговый пост в 1842 году. В 1843 году Васкес вместе с Джимом Бриджером построил новый торговый пост на западном берегу Блэк-Форк, притоке Грин-Ривер. В нём останавливались многие переселенцы, следовавшие по Орегонскому пути на запад. Пост получил известность как форт Бриджер.
Осенью 1846 года Васкес вернулся в Сент-Луис, где женился на Нарциссе Лэнд Эшкрафт, вдове с двумя детьми, миссис Нарциссе Ленд Эшкрафт, и затем вернулся в форт Бриджер со своей новой семьёй. В последующие годы у пары родилось ещё трое детей — Луис, Марианна и Сара. В 1849 году Васкес открыл магазин в Солт-Лейк-Сити и какое-то время также управлял переправой на реке Грин-Ривер. В 1855 году он продал свою долю в бизнесе и вернулся со своей семьёй в Миссури. Васкес поселился в городе Уэстпорт, где занялся сельским хозяйством.
Луис Васкес умер в своём доме 5 сентября 1868 года и был похоронен на кладбище церкви Святой Марии.